# 夢街道会津号
夢街道会津号（ゆめかいどうあいづごう）は、千葉県浦安市（夜行便のみ）・東京都渋谷区（一部は千代田区）と福島県猪苗代町・会津若松市・喜多方市・湯川村(道の駅あいづ）を結ぶ高速バスである。
本稿では東京駅発着の東京会津号（とうきょうあいづごう）についても解説する。
全席指定制である。

## 運行会社
- ジェイアールバス関東（白河支店、車両は東京支店所属）
- 会津乗合自動車

## 運行経路
行き先と経由地と運行時間帯の違いにより、以下の4系統がある。
直行会津若松発着便
バスタ新宿 - 池袋駅東口（新宿行のみ） - 王子駅前 - （王子北出入口） - （首都高速道路） - （東北自動車道）- （磐越自動車道） - （猪苗代磐梯高原IC） - 道の駅猪苗代 - （猪苗代磐梯高原IC） - （磐越自動車道） - （会津若松IC） - （国道121号） - 会津アピオ入口 - （国道121号・国道49号・国道118号）- 会津若松駅前（新宿行は若松バスターミナル） → 道の駅あいづ（下り1本のみ着）
猪苗代経由会津若松発着便
バスタ新宿 - 池袋駅東口（新宿行のみ） - 王子駅前 - （王子北出入口） - （首都高速道路） - （東北自動車道） - （磐越自動車道） - （猪苗代磐梯高原IC） - 道の駅猪苗代 - 猪苗代駅 - （猪苗代磐梯高原IC） - （磐越自動車道） - （会津若松IC） - （国道121号） - 会津アピオ入口 - （国道121号・国道49号・国道118号）- 会津若松駅前（新宿行は若松バスターミナル） ← 道の駅あいづ（上り1本のみ発）
喜多方発着便
バスタ新宿 - 池袋駅東口（新宿行のみ） - 王子駅前 - （王子北出入口） - （首都高速道路） - （東北自動車道） - （磐越自動車道） - （猪苗代磐梯高原IC） - 道の駅猪苗代 - （猪苗代磐梯高原IC） - （磐越自動車道） - （会津若松IC） - （国道121号） - 会津アピオ入口 - （国道121号・国道49号・国道118号）- 会津若松駅前（新宿行は若松バスターミナル） - （国道118号・国道49号・国道121号） - 塩川グリーンプラザ - 喜多方営業所
東京駅発着便（東京会津号）
東京駅八重洲南口（降車は日本橋口） - 王子駅前 - （王子北出入口） - （首都高速道路） - （東北自動車道） - （磐越自動車道） - （猪苗代磐梯高原IC） - 道の駅猪苗代 - 猪苗代駅（上り1本のみ停車） - （猪苗代磐梯高原IC） - （磐越自動車道） - （会津若松IC） - （国道121号） - 会津アピオ入口 - （国道121号・国道49号・国道118号）- 会津若松駅前（新宿・東京行は若松バスターミナル）。
夜行便（猪苗代経由会津若松発着）
東京ディズニーランド - 東京駅八重洲南口（降車は日本橋口） - （国道1号・20号） - バスタ新宿 - 池袋駅東口（新宿・東京行のみ） - 王子駅前 - （王子北出入口） - （首都高速道路） - （東北自動車道） - （磐越自動車道） - （猪苗代磐梯高原IC） - 道の駅猪苗代 - 猪苗代駅 - （猪苗代磐梯高原IC） - （磐越自動車道） - （会津若松IC） - （国道121号） - 会津アピオ入口 - （国道121号・国道49号・国道118号）- 会津若松駅前（新宿・東京行は若松バスターミナル）。
| 停車停留所 休憩箇所  | 停車停留所 休憩箇所  | 所在地 | 所在地     | 昼直行 | 猪苗代 | 喜多方 | 東京号 | 夜行便 | 備考                                                                                             |
| -------------------- | -------------------- | ------ | ---------- | ------ | ------ | ------ | ------ | ------ | ------------------------------------------------------------------------------------------------ |
| 東京ディズニーランド | 東京ディズニーランド | 千葉県 | 浦安市     | -      | -      | -      | -      | ▼      |                                                                                                  |
| 東京駅八重洲南口     | 東京駅八重洲南口     | 東京都 | 千代田区   | -      | -      | -      | ▼      | ▼      | 6番または4番のりば。上り便は日本橋口で降車取り扱い                                               |
| バスタ新宿           | バスタ新宿           | 東京都 | 渋谷区     | ▼      | ▼      | ▼      | ∥      | ▼      |                                                                                                  |
| 池袋駅東口           | 池袋駅東口           | 東京都 | 豊島区     | △      | △      | △      | ∥      | △      |                                                                                                  |
| 王子駅               | 王子駅               | 東京都 | 北区       | ▼      | ▼      | ▼      | ▼      | ▼      |                                                                                                  |
| 東北道               | 羽生PA               | 埼玉県 | 羽生市     | ◆      | ◆      | ◆      | ◆      | ◆      | 夜行は長時間停車                                                                                 |
| 東北道               | 那須高原SA           | 栃木県 | 那須町     | ∥      | ∥      | ∥      | ∥      | ◆      | 夜行の東京行のみ長時間停車                                                                       |
| 東北道               | 西郷BS               | 福島県 | 西郷村     | ∥      | ∥      | ∥      | ∥      | ◆      | 乗務員交代のみ                                                                                   |
| 東北道               | 阿武隈PA             | 福島県 | 白河市     | ◆      | ◆      | ◆      | ◆      | ◆      | 昼行のJRバス関東担当車は乗務員交代する場合がある 夜行の会津若松行は長時間停車 夜行の東京行は通過 |
| 道の駅猪苗代         | 道の駅猪苗代         | 福島県 | 猪苗代町   | ▲      | ▲      | ▲      | ▲      | ▲      |                                                                                                  |
| 猪苗代駅             | 猪苗代駅             | 福島県 | 猪苗代町   | ∥      | ▲      | ∥      | ▲      | ▲      | 東京号は上り1本のみ停車                                                                          |
| 会津アピオ入口       | 会津アピオ入口       | 福島県 | 会津若松市 | ▲      | ▲      | ▲      | ▲      | ▲      |                                                                                                  |
| 会津若松駅前         | 会津若松駅前         | 福島県 | 会津若松市 | ▲      | ▲      | ▲      | ▲      | ▲      | 新宿・東京行は若松バスターミナル                                                                 |
| 道の駅あいづ         | 道の駅あいづ         | 福島県 | 湯川村     | ▲      | ▲      | -      | -      | -      | 会津乗合担当の一部便のみ発着                                                                     |
| 塩川グリーンプラザ   | 塩川グリーンプラザ   | 福島県 | 喜多方市   | -      | -      | ▲      | -      | -      |                                                                                                  |
| 喜多方営業所         | 喜多方営業所         | 福島県 | 喜多方市   | -      | -      | ▲      | -      | -      | 喜多方駅前                                                                                       |

▼…東京・新宿発は乗車のみ、喜多方・会津若松発は降車のみ扱い
▲…東京・新宿発は降車のみ、喜多方・会津若松発は乗車のみ扱い
△…東京・新宿発は通過、喜多方・会津若松発は降車のみ扱い
∥…通過
-…運行なし
◆…休憩、長時間停車、乗務員交代

### 備考
- 昼行便は羽生PAと阿武隈PAでそれぞれ15分程度休憩する。
- 夜行便は、下り便（会津若松行）では羽生PAで、上り便（東京行）では羽生PAで30分程度開放休憩がある。
- JRバス関東担当便は新宿・東京行において、昼行便は阿武隈PA、夜行便は西郷バスストップで乗務員交代を行う。これは当地が所管の白河支店の直近であるため（かつては白河駅近くにあったが、2014年にJR東日本総合研修センター近くへ移転）。昼行便は休憩中に行う。
- 会津乗合自動車担当便は2人乗務で運行（休憩ごとに運転する乗務員が交替する）。

## 運行回数
2018年1月現在の運行回数は以下の通り。
夢街道会津号
- 1日11往復（会津若松発着直行便4往復、猪苗代経由会津若松発着便4往復、喜多方発着便2往復、夜行便1往復）。
  - 夜行便はJRバス関東の担当。それ以外はそれぞれの系統で半々ずつ担当する。

東京会津号
- 1日2往復、土曜・日曜・祝日は3往復。
- ほかに年末・年始・旧盆期間・GWなどに昼行片道1本（日により下り便または上り便を運行、または1往復）と夜行便下り1本の臨時便の設定がある。臨時便は原則として東京会津号として運転され、バスタ新宿の発着ではない。夜行の臨時便もバスタ新宿には立ち寄らず、東京駅出発後は王子駅へ直行する。

## 利用者向けの割引・サービス

### 路線バス乗継割引
当路線の乗下車地において会津乗合自動車の路線バス（野沢線以外の高速バス、定期観光バスを除く）を乗り継ぐ際、路線バスへの乗り継ぎは当路線乗務員に乗継割引券を請求、路線バスからの乗継は当路線の乗車券を（WEB乗車票でも可）提示することで路線バスの運賃が半額となる。
- 喜多方直通便以外でも、会津若松駅での乗り継ぎで、路線バス（塩川経由喜多方線）の運賃は200円（直行便と同額）となる。乗降取扱い停留所は塩川グリーンプラザと喜多方営業所。
- 道の駅あいづ直通便以外でも、会津若松駅での乗り継ぎで、路線バス（若松・坂下線）の運賃は200円（直行便と同額）となる。乗降取扱い停留所は道の駅あいづ。

乗継は乗車当日（21号は到着当日）に限る。

### タクシー乗継割引
当路線とあいづタクシーを利用する場合、タクシー運賃が500円引きになる。
当路線からタクシーに乗り継ぐ場合は乗車証明書を当路線乗務員に請求し、タクシー降車時に乗車証明書と併せてタクシー運賃から500円を差し引いた金額を現金で支払う。タクシーから当路線に乗り継ぐ場合は、タクシー降車時に当日利用する当路線の乗車券（WEB乗車票でも可）を提示し、タクシー運賃から500円を差し引いた金額を現金で支払う。
当割引は道の駅あいづ、会津若松駅、会津アピオ入口で利用できる。喜多方営業所および塩川グリーンプラザでは、あいづタクシー喜多方営業所のタクシー業務終了にともない2019年8月31日をもって終了した。
前日までにタクシーの事前予約が必要で、タクシーチケットや障害者割引は利用できない。タクシーに複数人乗車する場合は、その全員が当路線に乗り継ぐ場合に限り割引を適用する。

### 専用無料駐車場
会津アピオ入口および道の駅あいづに当路線乗客専用の無料駐車場がある。前日までに事前予約が必要。

## 歴史
- 1999年（平成11年）12月10日 - 新宿 - 会津若松間開業[3]。1日4往復[3]。
- 2000年（平成12年）7月20日 - 1日6往復に増便。
- 2001年（平成13年）
  - 8月1日 - 1日8往復に増便。
  - 12月20日 - 2往復を喜多方まで延長[4]。
- 2002年（平成14年）12月20日 - 1日10往復に増便。猪苗代営業所（上下便のうち4往復）、池袋三越前（上り便のみ）に停車開始。
- 2006年（平成18年）
  - 3月24日 - 同年5月28日までの土曜・日曜及び3月25日 - 4月9日・4月29日 - 5月7日に臨時81 - 84号を運行。
  - 7月22日 - 同年8月20日までの土曜・日曜に臨時81・82号を運行。
  - 8月1日 - 下り便の王子駅前停車開始。
- 2007年（平成19年）
  - 6月15日 - 直行若松発着の1往復を「プレミアム夢街道会津号」として運行開始（繁忙期を除く、詳細は後述）。
  - 9月30日 - 「プレミアム夢街道会津号」特別料金廃止、翌10月1日から毎日1往復運行（83・84号）。
- 2008年（平成20年）6月10日 - 夜行便（JRバス関東担当）の運行を開始（新木場駅発着、東京駅経由）。「ご利用120万人突破記念キャンペーン」を展開。昼行便は高速バスネットでの早売1（本路線専用に新設された割引、前日までに購入する必要あり）とネット割適用で会津若松発着片道2,430円からとなっている。当初は9月30日までの予定であったが、11月30日まで、2009年3月31日までと2度延長され、その後も2012年3月16日発車便まで継続された。
- 2011年（平成23年）
  - 3月22日 - 同年3月11日に発生した東北地方太平洋沖地震の影響により運休していたが、同日より通常運行を再開[5]。
  - 7月1日 - 会津若松発着のうち、会津乗合担当の1.5往復（下り1便、上り2便）が東山温泉（会津武家屋敷前）乗り入れを開始[6]。
  - 11月1日 - 猪苗代観光協会の窓口にて、乗車券の販売代行を開始。
- 2012年（平成24年）
  - 3月17日 - この日の乗車分から早売運賃改定。新たに早売5を設け、早売5→2,500円、早売1→2,980円（いずれも会津若松駅発着の場合）となる。また、この日の乗車分からJRみどりの窓口での発売を終了。
  - 7月6日 - 旧猪苗代営業所での乗降扱いが、猪苗代駅構内へと変更になる[7]。当初は7月1日からの予定であったが、事情によりこの日からの変更となった[8]。
  - 12月21日 - 夜行便（21号・22号）に隣が異性にならない女性優先席を設定[9][10]。
- 2013年（平成25年）
  - 8月10日 - 同年8月14日まで臨時91号を運行[11]。
  - 8月31日 - この日の出発便をもって、夜行便の新木場駅 - 東京駅間を休止[12]（同区間は同年12月18日をもって正式に廃止）[13]。
  - 9月14日・9月21日・10月12日・11月2日・12月28日 - 12月31日 - 臨時81号を運行[14][15]。
  - 12月20日 - JRバス関東が復刻デザインバス（国鉄カラーのバス）を6号・21号で運行開始（6号は翌12月21号より）[16]。

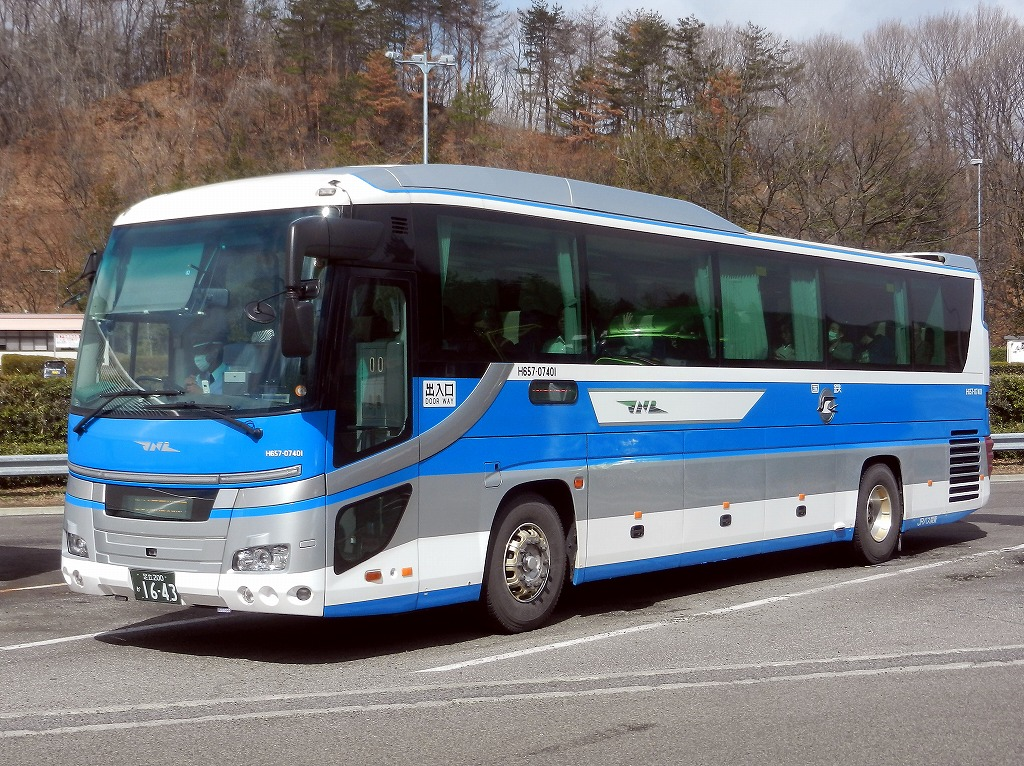
「夢街道会津号」で運行された復刻デザインバス

- 2014年（平成26年）7月19日・8月9日 - 14日 - 臨時81・82号を運行。
- 2015年（平成27年）7月1日 - 一部便を道の駅あいづに延伸。東山温泉（会津武家屋敷前）への乗り入れは前日（6月30日）運行分をもって終了[17]。
- 2016年（平成28年）
  - 4月4日 - 新宿駅の発着場所をバスタ新宿（新宿駅新南口）に変更[18]。
  - 4月26日 - 東京駅発着便を設定（東京1号・2号）。王子駅にも停車。
  - 5月9日 - 上記便を定期化して、更に土休日運行便を設定（東京83号・84号＝共にJRバス関東担当）。
  - 8月6日 - 毎日運転の東京駅発着便を1往復増便（東京91号・92号＝会津乗合自動車担当）[19]。
  - 9月1日 - 上記91号・92号が定期化され東京3号・2号となる（東京2号は4号に変更）。
- 2018年（平成30年）12月21日 - 夜行便（21号・22号）が東京ディズニーランドに延伸[20]。
- 2019年（令和元年）10月1日 - 消費税率引き上げに伴う運賃改定[21][22]。
- 2020年（令和2年）
  - 4月11日 - 新型コロナウイルスの影響により、この日より2往復のみの運行となる[23]。
  - 4月24日 - この日より当面の間全便運休[24]。
  - 6月6日 - この日より一部便（4往復）が運行を再開[25]。
  - 7月4日 - この日より一部便（2往復）が運行を再開[26]。
  - 9月23日 - この日より一部便（2往復）が運行休止[27]。4往復の運行に戻る。
- 2021年（令和3年）
  - 1月14日 - 新型コロナウイルスの感染拡大および緊急事態宣言の再発令を受け、この日より当面の間全便運休[28]。
  - 2月15日 - 前日（2月13日）夜に発生した福島県沖地震の影響により東北新幹線が不通となったため、1日2往復の臨時便を運行（JRバス関東担当）。翌2月16日からは1日4往復で運行（両社2往復ずつ担当）[29][30]。
  - 2月24日 - 1日2往復（会津バス担当）に減便したうえで同年3月7日まで[31]（のち同年3月14日まで延長[32]）運行。
  - 3月15日 - 再び1日4往復（両社2往復ずつ担当）で運行[33]。
  - 7月22日 - この日から8月16日まで2往復増便し、計1日6往復で運行[34]。
  - 8月17日 - 再び1日4往復（両社2往復ずつ担当）で運行[35]。
  - 11月13日 - この日より2往復増便し、計1日6往復（両社3往復ずつ担当）で運行[36]。
  - 12月25日 - この日より2022年1月10日までの期間限定で2往復増便し、計1日8往復（両社4往復ずつ担当）で運行[37]。
- 2022年（令和4年）
  - 1月11日 - この日より1日6往復（両社3往復ずつ担当）で運行。
  - 2月16日 - この日より1往復減便し、計1日5往復（会津バス3往復、JRバス関東2往復担当）で運行[38]。
  - 3月18日 - この日から4月28日まで1往復増便し、計1日6往復（両社3往復ずつ担当）で運行[39][40]。
  - 4月28日 - 夜行便（21号・22号）と下り1本の運転を再開[40]。
  - 4月29日 - さらに2.5往復の運転を再開し、夜行便を含む計1日10往復（両社5往復ずつ担当）で運行。運行は前日の運行再開分も含め同年5月8日まで[40]。
  - 5月9日 - この日より1日6往復（両社3往復ずつ担当）で運行。夜行便は再び運休[41]。
  - 7月15日 - この日より8月22日まで1日9往復（夜行便1往復を含む）で運行[42]。
  - 8月23日 - この日より1日6往復（両社3往復ずつ担当）で運行。夜行便は再び運休。
- 2023年（令和5年）
  - 4月23日 - 運賃を改定。固定運賃制から変動運賃制（カレンダー運賃）へ変更し、往復割引と早割は廃止した。新たに「とく得割」の設定を開始[43]。
  - 5月8日 - 新たに「道の駅猪苗代」にバス停を新設。全便が停車[44]。
  - 8月10日 - この日より8月20日まで2往復4便（全便会津バス担当）を増便。うち1往復は11〜13日、19日、20日のみ運行[45]。
- 2024年（令和6年）
  - 4月13日 - この日より土日祝日に限り1往復（上り2号、下り9号、会津バス担当便）増便[46]。
  - 4月27日 - この日より同年5月6日までの大型連休期間中、増便対応。上りが2号・6号・10号、下りが9号・13号・17号が対象で、運行日は便によって異なる[47]。
  - 5月11日・5月18日・5月25日 - この日の会津若松発（新宿発は翌日）にて、臨時便1往復（上り6号、下り13号、JRバス関東運行便）を運行[48]。
- 2025年（令和7年）
  - 1月11日・1月12日・1月18日・1月25日 - この日の会津若松発（新宿発は翌日）にて、臨時便1往復（上り6号、下り13号、JRバス関東運行便）を運行[49]。
  - 4月1日 - 土日祝日・特定日運行便2往復を毎日運行に変更[50]。特定日限定で夜行便の運行を再開[51]。あわせて車内運賃を設定[52][53]。

### プレミアム夢街道会津号
2007年6月15日より、JRバス関東所有で「ドリーム大阪号」や「東海道昼特急大阪号」などで使用されている独立3列シートのダブルデッカー車（三菱ふそう・エアロキングまたはネオプラン・スカイライナー）を投入し、直行会津若松線の1往復を「プレミアム夢街道会津号」として運行（繁忙期を除く）。プラス500円の「プレミアム料金」が必要であった。
同年10月1日から2008年6月9日までは、500円の特別料金を廃止し、原則として毎日1往復運行されていた（83・84号）。また、愛称名の前につけられた「プレミアム」の名も外された。

## 使用車両
昼・夜行便とも、1号車は原則として4列シート・トイレ付のハイデッカー車が使用される。昼行便の場合、2号車以降は貸切車を応援させることもある。
会津乗合自動車の車両については、2015年10月より電源コンセントの取り付けを開始し、同年内に計8台の車両に設置される予定。
JRバス関東の車両についても、他路線同様USBポートの取り付けを順次行っている。

### 車両画像一覧

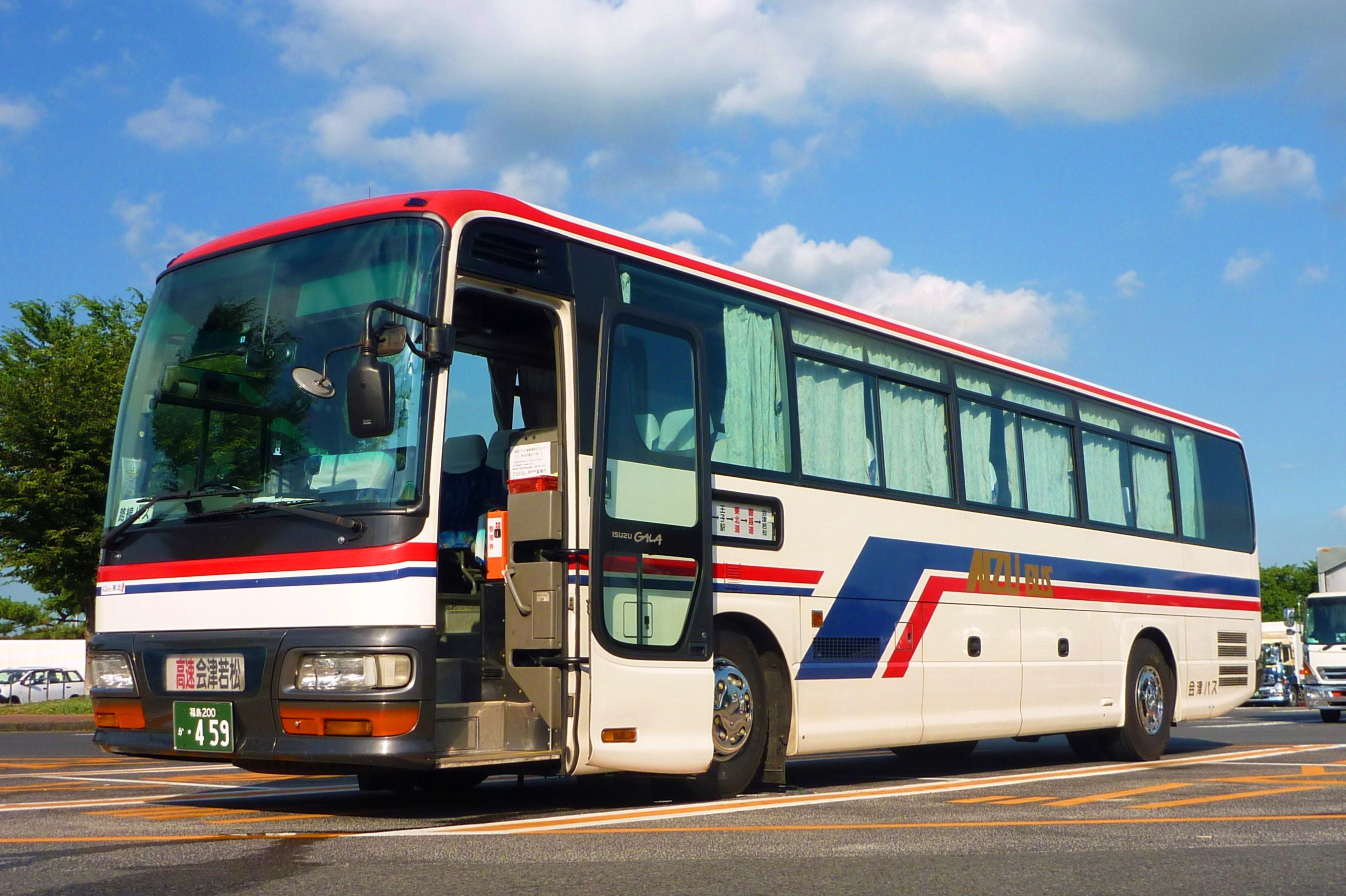
会津バス いすゞ・ガーラ2000
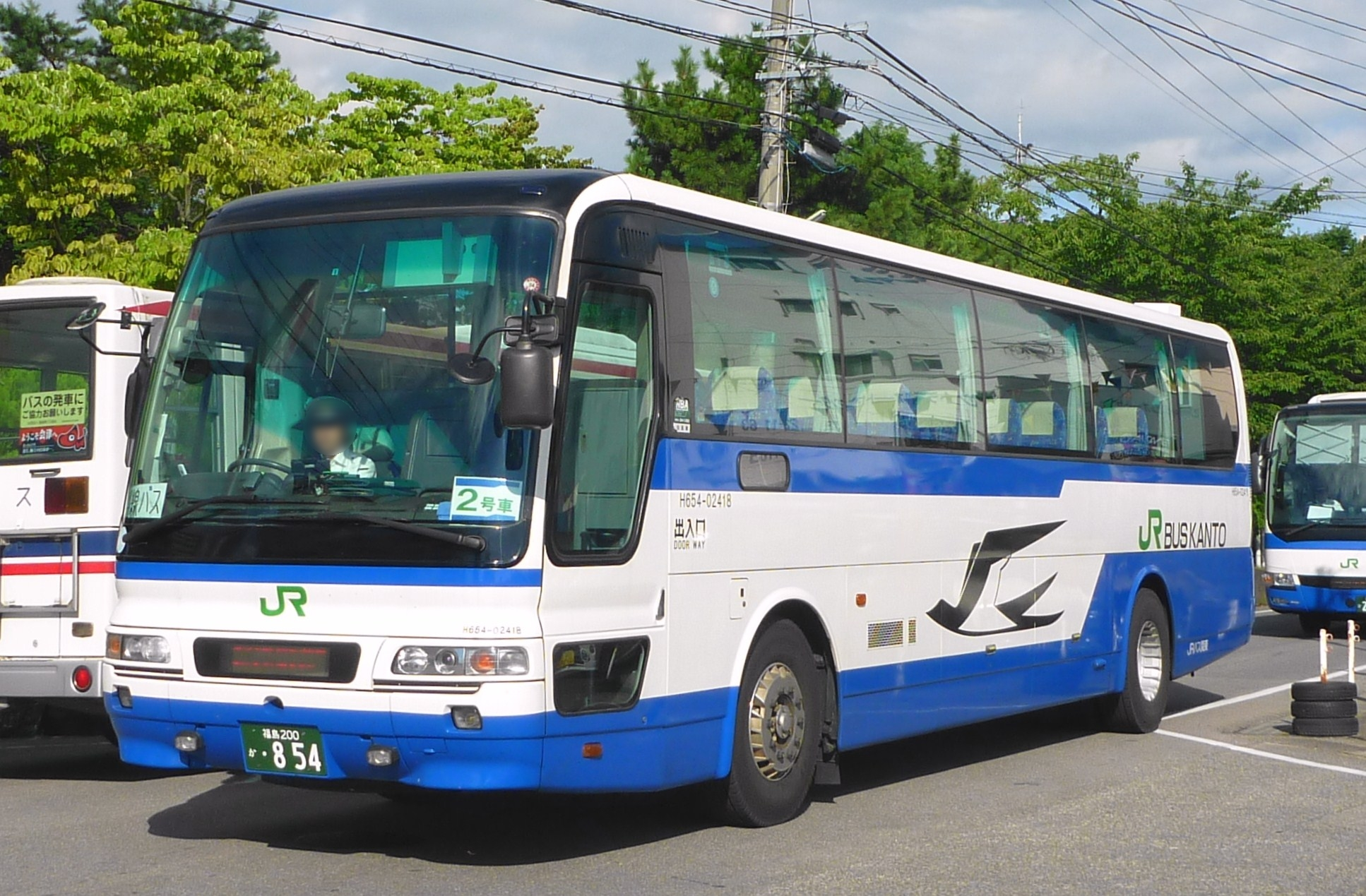
JRバス関東 三菱ふそう・エアロバス H654-02418
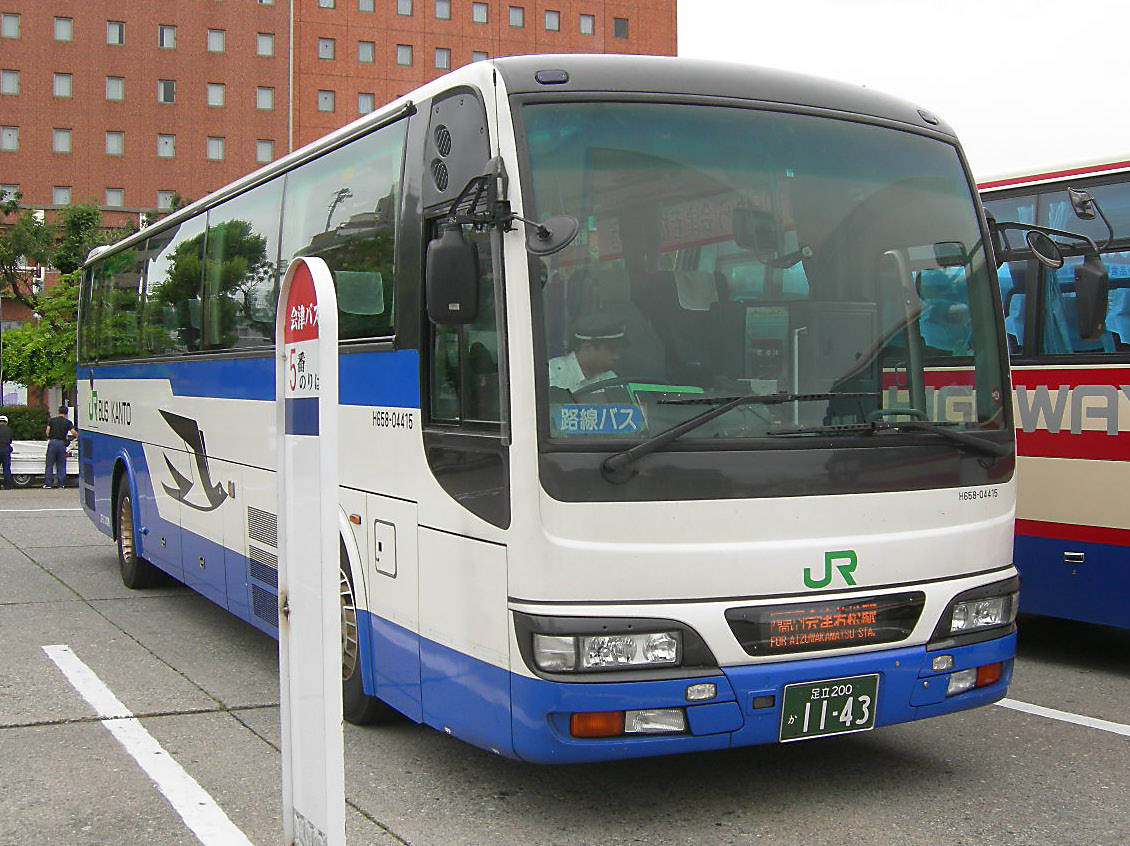
JRバス関東 日産ディーゼル・スペースアロー H658-04415
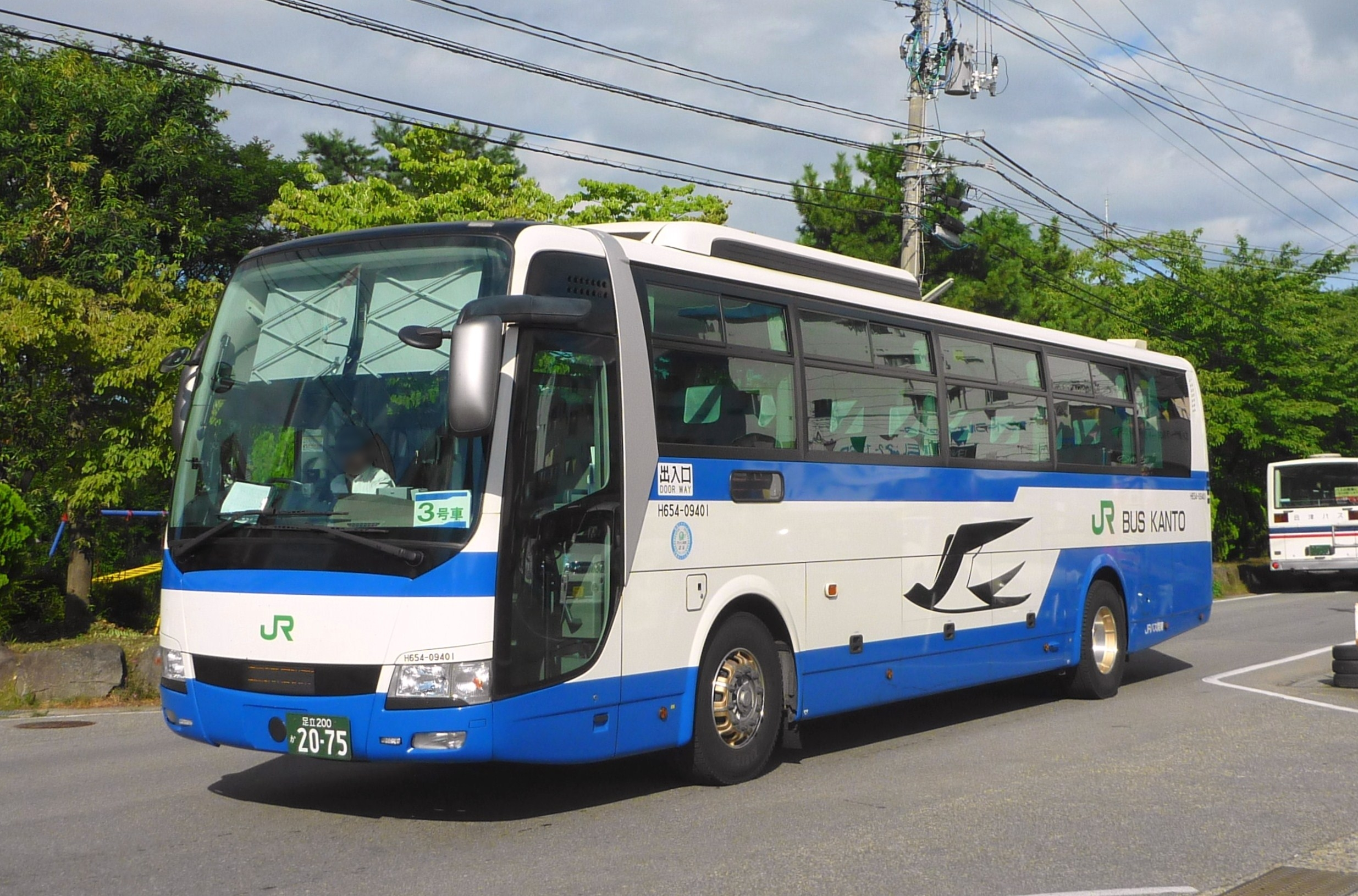
JRバス関東 三菱ふそう・エアロエース H654-09401
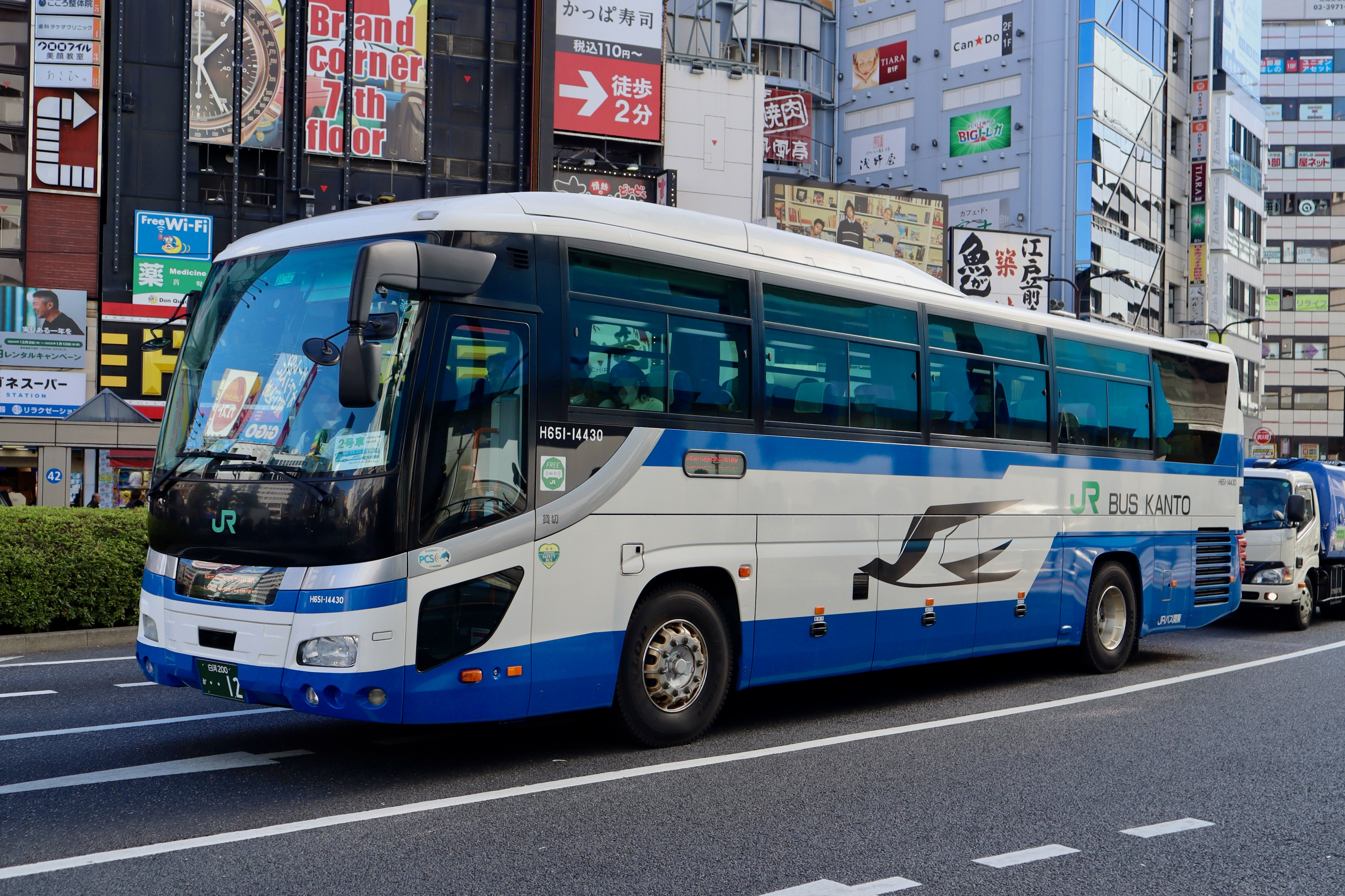
JRバス関東 いすゞ・ガーラ H651-14430（元・西日本ジェイアールバス641-4925）

## 乗車券発売箇所
1か月1日前から発売
- JRバス関東
  - 東京駅（八重洲南口）
  - バスタ新宿
- 会津バス
  - 若松駅前バスターミナル窓口
  - 喜多方営業所
  - 坂下営業所
  - 野沢営業所
- 猪苗代観光協会
- ローソン店頭端末「Loppi」
- ファミリーマート店頭端末「Famiポート」
- 高速バスネット（コンビニ支払い・発券可能）

1か月前から発売
- JTB
- 日本旅行